# XHFGL-TDT

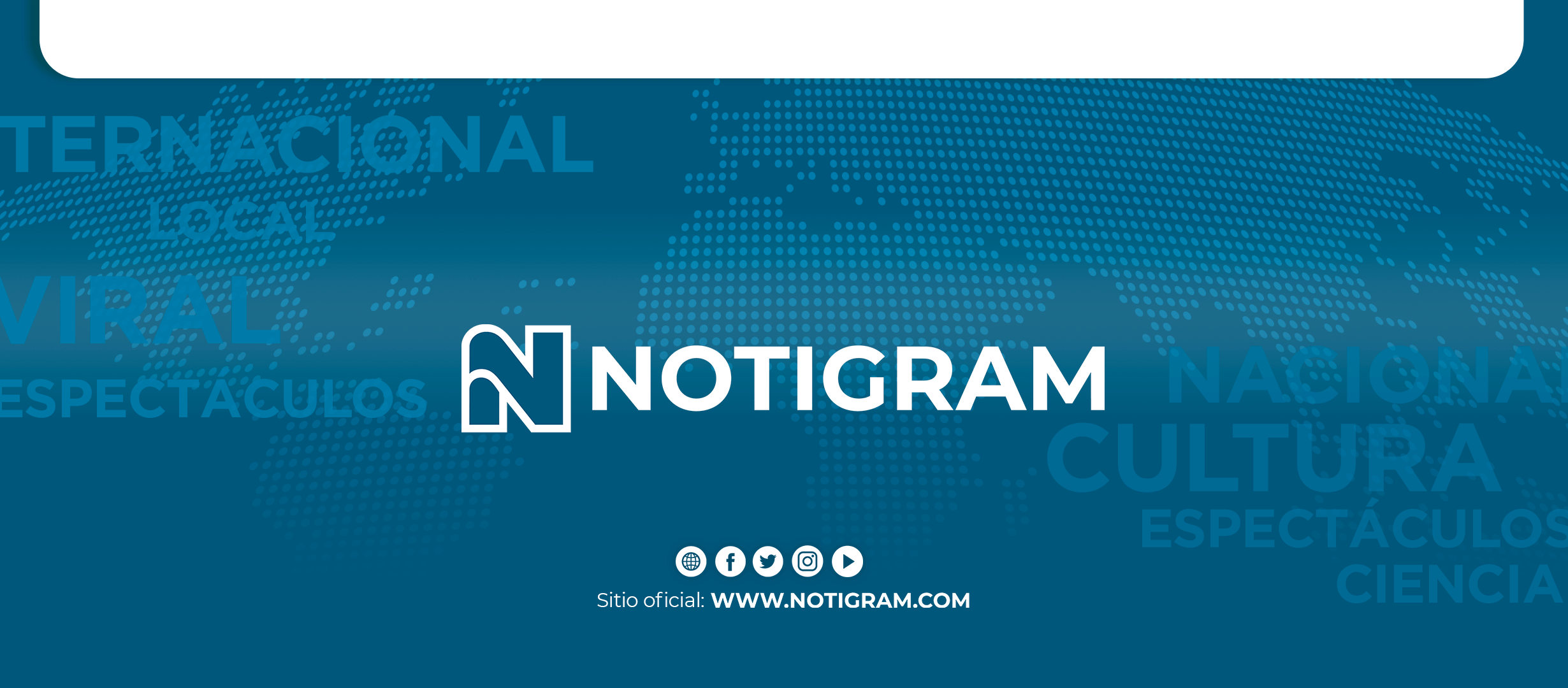
Logo actual 2025

XHFGL-TDT es una estación de televisión en el canal 15 virtual (canal 7 físico) en Victoria de Durango, Durango, México. Es una estación social propiedad y operada por la Fundación Garza Limón, AC, asociada con la emisora regional Grupo Garza Limón, y tiene el nombre de Notigram Tv ( antes 15tv). El transmisor de la estación está ubicado en Cerro de los Remedios.
Una subsidiaria comercial de Garza Limón, Radio Comunicación Gamar, S.A. de C.V., es propietaria de la repetidora de la estación, XHRCSP-TDT, que transmite a Santiago Papasquiaro por el canal físico 22.

## Historia
El 9 de marzo de 2009, la Fundación Garza Limón solicitó un nuevo permiso de estación de televisión para atender a Durango. La solicitud no fue aprobada por el Instituto Federal de Telecomunicaciones (IFT) hasta el 7 de marzo de 2018. Para ese entonces, otra subsidiaria de Garza Limón había ganado dos concesiones de estaciones de televisión en la subasta IFT-6, para estaciones en Santiago Papasquiaro y en Cuencamé.
El 6 de junio de 2019, Garza Limón entregó al IFT la concesión de la estación de Cuencamé y la concesión de una estación de radio FM social en Tepic, Nayarit.
El 20 de febrero de 2020 se activó el transmisor XHFGL, que inicialmente transmitía Tremenda TV, un canal de videos musicales; XHRCSP pronto siguió. El 25 de mayo, las estaciones se lanzaron formalmente bajo el nombre de 15tv (anteriormente Canal 15) y comenzaron a transmitir noticias y otra programación de estudio. En julio de 2021 se inició la construcción de una nueva antena ubicada dentro de la ciudad, en un predio ubicado en el Cerro de los Remedios, y el 20 de septiembre se activó, brindando una señal digital más fuerte y estable a la ciudad de Durango, Mex. Tenía hasta 18 horas de contenido producido diariamente en sus estudios, con una variedad de programas como noticias, programas matutinos, entrevistas, entretenimiento y programas nocturnos con conductores locales.
El pasado 15 de agosto de 2023 el canal de tv de ser llamado  15Tv paso a llamarse Notigram Tv, una plataforma periodística e informativa, enfocada en noticieros y programas de análisis.
En la actualidad su programación se compone solo algunos noticieros y programas de análisis periodístico local, transmite noticieros y programas de las cadenas internacional DW y RT Actualidad.  

## Programación Actual
- Notigram a las 6:30 am con Tony Gaytan.
- Notigram a las 2:00 pm  con Mónica Haro.
- Notigram a las 6:00 pm con Víctor Salas.
- Notigram Sabado a las 8:00 am con Tony Gaytan.
- La Charla Sabado a las 9:00 pm con Tony Gaytan.
- Aquí hay campo - Programa semanal sobre agricultura con personajes de interés, conducido por Tony Gaytán.
- Diario 911 - Las noticias policiacas que acontecieron las últimas horas, conducido por Pilar Aguilar.
- Fiebre Sports- Sección deportiva en todos los noticieros.

## Programas anteriores
- La Lagaña Morning Show - Programa matutino con invitados especiales.(Cancelado)
- Pláticas de café  - Entrevistas con personajes de interés.(Cancelado).
- Como te la sabes - Programa de concurso.(Cancelado).
- La Humilde Opinión - Programa de farándula.(Cancelado)
- En Pelotas - Programa deportivo (Cancelado).
- De Antemano - Programa semanal sobre problemas sociales.(Cancelado).
- Carrera al 22 - Programa relacionado con las elecciones 2022.(Cancelado).
- La Pedacera - Programa de variedades nocturno con invitados especiales(Cancelado).
- Hombres/Mujeres/Todos de Noche - Programa de variedades con las y los conductores de 15TV.(Cancelado)
- La baraja Conducido por Brenda Maurer (Cancelado)
- Casualmente conducido por Fernanda Andrade( cancelado )
- El interrogatorio conducido por Víctor Salas(cancelado)

## Presentadores
- Antonio Gaytán
- Víctor Salas
- Pilar Aguilar
- Monica Haro
- Jesus Martinez (Santiago Papasquiaro).
- Amador Hinojosa (Vicente Guerrero).
- Adrián Esquivel (El Salto)
- Edson Zamarripa (Guadalupe Victoria).

## Señales
| Distintivo | Canal digital | Canal virtual | Población                  | Notas | Consesionario                          |
| ---------- | ------------- | ------------- | -------------------------- | --- | -------------------------------------- |
| XHFGL-TDT  | 7             | 15.1          | Durango, Dgo.              | Actualmente la señal XHFGL-TDT transmite en la Cd. de Durango en señal abierta por el canal 15.1 TDT, también es visible en los sistemas de televisión de paga Cosmocable, Izzi y Totalplay.                                                                             | Fundación Garza Limón, A.C.            |
| XHRCSP-TDT | 22            | 15.1          | Santiago Papasquiaro, Dgo. | Por otro lado se tiene una señal para el municipio de Santiago Papasquiaro XHRCSP-TDT, la cual transmite en señal abierta a través del canal 15.1 de TDT, para todo la zona noroeste del estado de Durango, este canal transmite algunos programas locales y noticieros. | Radio Comunicación Gamar, S.A. de C.V. |